# Casato di Liechtenstein

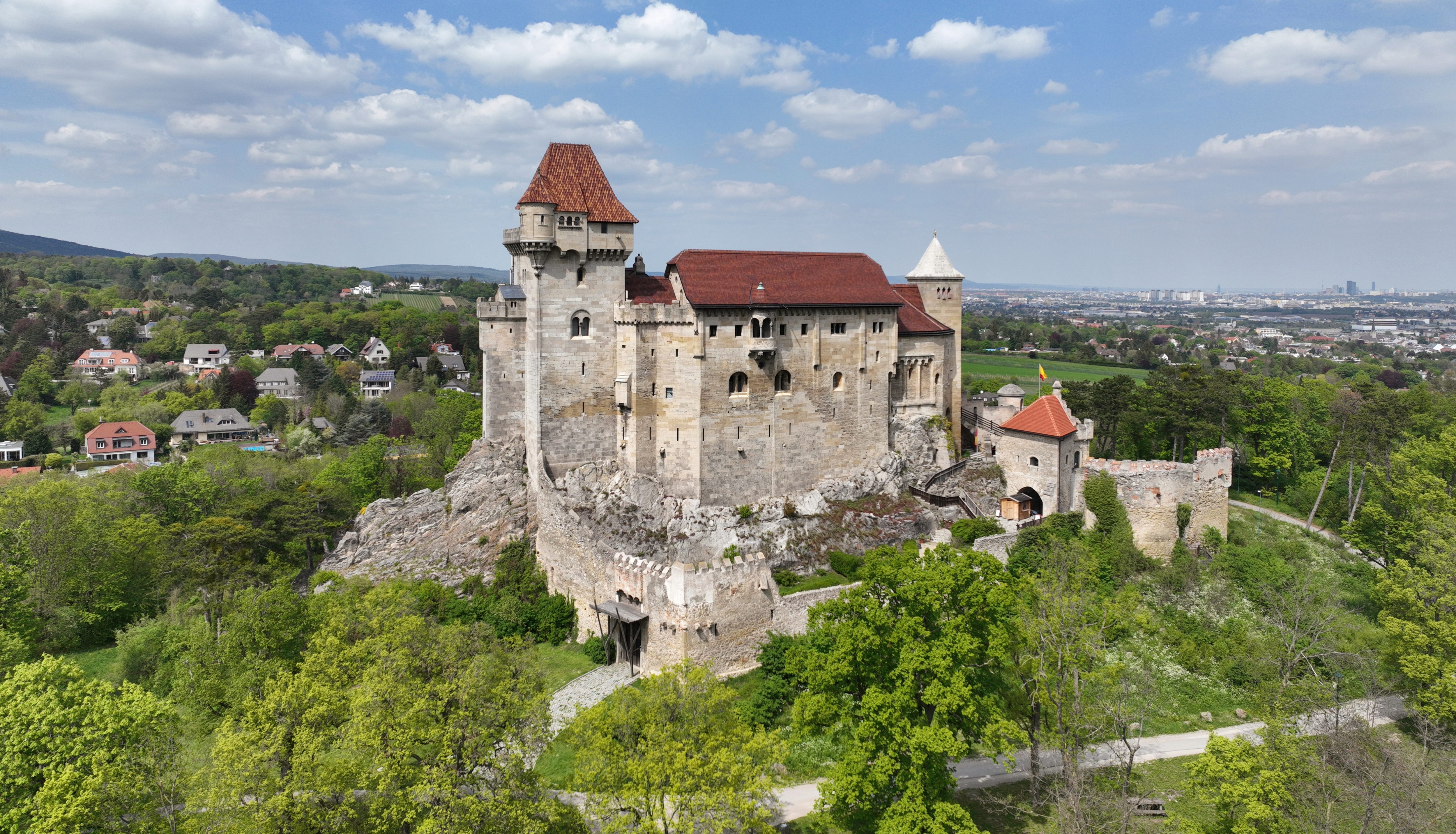
Castello di Liechtenstein in Bassa Austria

La dinastia Liechtenstein è la famiglia che regna costituzionalmente per diritto ereditario sul principato del Liechtenstein, che dalla famiglia ha preso il nome. Solo i membri dinastici del Casato di Liechtenstein sono idonei a ereditare il trono e la qualifica di membro della dinastia. Diritti e responsabilità sono definiti da una legge di famiglia, che è imposta dal Principe regnante e può essere modificata con voto tra i dinasti della famiglia (con una maggioranza di almeno i due terzi), ma che non può essere modificata dal Governo e dal Parlamento del Liechtenstein anche perché comprende diritti, titoli (come quelli boemi-moravi) e proprietà che non riguardano il Principato.

## Storia

### Origini
La famiglia proviene dal Castello di Liechtenstein in Bassa Austria, che essa possedette almeno dal 1140 al XIII secolo e dal 1807 in poi. Attraverso i secoli la dinastia acquistò vaste aree di terreno, prevalentemente in Moravia, Bassa Austria, Slesia e Stiria, anche se in tutti i casi questi territori furono tenuti in feudo sotto altri maggiori signori feudali, in particolare sotto vari rami della famiglia degli Asburgo, di cui molti principi Liechtenstein furono al servizio come stretti consiglieri e nel 1608 furono elevati al rango di Principe del Sacro Romano Impero e ottenendo nel 1614 il Ducato di Troppau (oggi Opava). Tuttavia, senza alcun territorio detenuto direttamente sotto il trono imperiale, la dinastia del Liechtenstein era incapace di soddisfare un requisito primario per qualificarsi per un posto nella dieta imperiale, il Reichstag.

### Ascesa
La famiglia desiderava fortemente il maggior potere che un seggio nel governo imperiale avrebbe garantito, e quindi cercò di acquisire terre che fossero unmittelbar ovvero con immediatezza imperiale o detenute senza alcun intermediario feudale tra sé e l'Imperatore del Sacro Romano Impero, titolare ultimo dei diritti sulla terra. La famiglia fu in grado di organizzare l'acquisto della minuscola Herrschaft ("Signoria") di Schellenberg e della contea di Vaduz (rispettivamente nel 1699 e nel 1712) dalla famiglia Hohenems. I minuscoli feudi di  Schellenberg e Vaduz possedevano esattamente lo stato politico richiesto senza signore feudale, diverso da quello di comitale sovrano e di suzerainità sovrana.

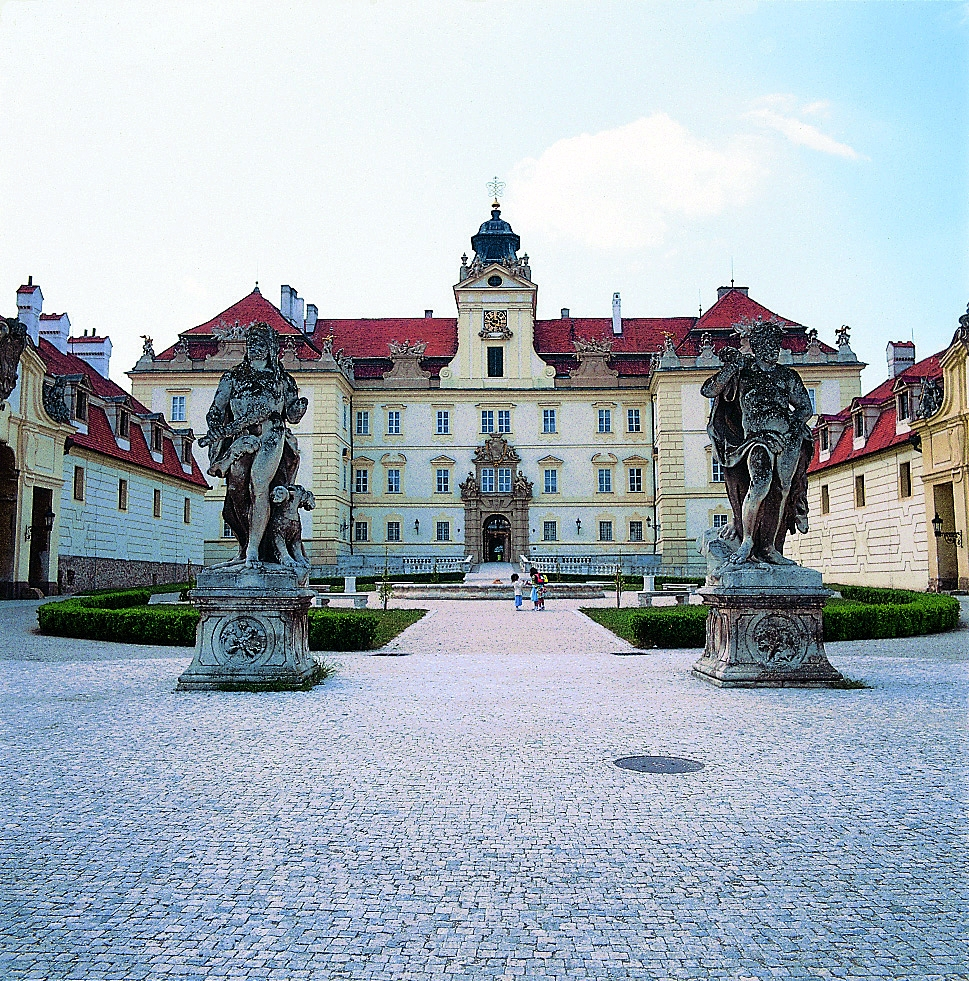
Castello di Valtice usato per essere la sede principale della famiglia Liechtenstein in Repubblica Ceca (poi Cecoslovacchia) fino a dopo la Seconda guerra mondiale, quando i comunisti giunsero al potere e lo confiscarono.

In tal modo, il 23 gennaio 1719, dopo che l'acquisto fu regolarmente combinato, Carlo VI d'Asburgo decretò l'unione di Vaduz e Schellenberg, elevando il territorio alla dignità di Fürstentum (Principato), con il nome di "Liechtenstein" in onore del "suo fedele servitore, Anton Florian di Liechtenstein ". È in questa data che il Liechtenstein è diventato uno stato membro sovrano del Sacro Romano Impero. Ironia della sorte, ma come testimonianza della pura convenienza politica degli acquisti, i principi del Liechtenstein non misero piede nel loro nuovo principato per diversi decenni.

### Epoca recente
Secondo la Costituzione della Casa regnante del Liechtenstein del 26 ottobre 1993, tutti i membri diversi dal principe regnante recano i titoli di: Principe/Principessa del Liechtenstein, Conte/Contessa di Rietberg.

## Famiglia principesca (membri stretti)
- Giovanni Adamo II, Principe di Liechtenstein (nato il 14 febbraio 1945), primogenito di Francesco Giuseppe II, Principe del Liechtenstein; sposò il 30 luglio 1967 la Contessa Marie Kinsky von Wchinitz und Tettau. Hanno avuto quattro figli:
  - Luigi Filippo Maria, Principe Ereditario di Liechtenstein (nato l'11 giugno 1968), sposò il 3 luglio 1993 la Duchessa Sofia in Baviera (nata il 28 ottobre 1967). Hanno avuto quattro figli:
    - Principe Giuseppe Venceslao Massimiliano Maria di Liechtenstein (nato il 24 maggio 1995 a Londra)
    - Principessa Maria Carolina Elisabetta Immacolata di Liechtenstein (nata il 17 ottobre 1996 a Grabs, Cantone di San Gallo)
    - Principe Giorgio Antonio Costantino Maria di Liechtenstein (nato il 20 aprile 1999 a Grabs)
    - Principe Nicola Sebastiano Alessandro Maria di Liechtenstein (nato il 6 dicembre 2000, a Grabs)

  - Principe Massimiliano Nicola Maria di Liechtenstein (nato il 16 Maggio 1969 a San Gallo), sposò il 29 gennaio 2000, nella Chiesa di Saint Vincent Ferrer a New York, Angela Gisela Brown (nata il 3 febbraio 1958, Bocas del Toro a Panama). Hanno avuto un solo figlio:
    - Principe Alfonso Costantino Maria di Liechtenstein (nato il 18 maggio 2001 a Londra)

  - Principe Constantino Ferdinando Maria di Liechtenstein (nato il 15 marzo 1972 a San Gallo, morto il 5 dicembre 2023 ad Altlengbach), sposò nel luglio 1999, a Csicse, la Contessa Marie Gabriele Franciska Kálnoky de Köröspatak (nata il 16 luglio 1975 a Graz). Hanno avuto tre figli:
    - Principe Maurizio Emanuele Maria di Liechtenstein (nato il 27 maggio 2003 a Londra)
    - Principessa Giorgina Massimiliana Tatiana Maria di Liechtenstein (nata il 23 luglio 2005 a Vienna)
    - Principe Benedetto Ferdinando Uberto Maria di Liechtenstein, (nato il 18 maggio 2008 a Vienna)

  - Principessa Tatiana Nora Maria di Liechtenstein (nata il 10 aprile 1973 a San Gallo), sposò il 5 giugno 1999, a Vaduz, il Barone Filippo von Lattorff, figlio del Barone Claus-Jürgen von Lattorff e della Contessa Julia Batthyány de Német-Ujvár (nato il 25 marzo 1968 a Graz). Hanno avuto sette figli:
    - Barone Luca Maria von Lattorff (nato il 13 maggio 2000 a Wiesbaden)
    - Baronessa Elisabetta Maria Angela Tatiana von Lattorff (nata il 25 gennaio 2002 a Grabs)
    - Baronessa Maria Teresa von Lattorff (nato il 18 gennaio 2004 a Grabs)
    - Baronessa Camilla Caterina Maria von Lattorff (nata il 14 novembre 2005 a Monza)
    - Baronessa Anna Pia Teresa Maria von Lattorff (nata il 3 agosto 2007 a Hausleiten)
    - Baronessa Sofia Caterina Maria von Lattorff (nata il 30 ottobre 2009 a Hausleiten)
    - Barone Maximilian Maria von Lattorf (nato il 17 dicembre 2011 a Hausleiten)
- Filippo del Liechtenstein (nato il 19 agosto 1946 a Zurigo), secondogenito di Francesco Giuseppe II, Principe del Liechtenstein; sposò l'11 settembre 1971, a Bruxelles, Isabelle de l'Arbre de Malander (nata il 24 novembre 1947 a Ronse). Hanno avuto tre figli:
  - Principe Alessandro di Liechtenstein (nato il 19 maggio 1972 a Basilea); sposò l'8–9 febbraio 2003 Astrid Barbara Kohl (nata il 13 settembre 1968), dalla quale ha avuto una figlia:
    - Principessa Teodora Alessandra Isabella Antonia Nora Maria di Liechtenstein (nata il 20 novembre 2004).

  - Principe Venceslao di Liechtenstein (nato il 12 maggio 1974 a Uccle, Belgio)
  - Principe Rodolfo Ferdinando di Liechtenstein (nato il 7 settembre 1975 a Uccle, Belgio)
- Principe Nicola Ferdinando Maria Giuseppe Raffaele di Liechtenstein (nato il 24 ottobre 1947 a Zurigo), terzogenito di Francesco Giuseppe II, Principe del Liechtenstein; sposò il 20 marzo 1982, nella Cattedrale di Notre-Dame, la Principessa Margherita di Lussemburgo (nata il 15 maggio 1957 al Castello di Betzdorf). Hanno avuto quattro figli:
  - Principe Leopoldo Emanuele di Liechtenstein (nato e morto il 20 maggio 1984)
  - Principessa Maria Annunziata Astrid Giuseppina Veronica di Liechtenstein (nata il 12 maggio 1985 a Bruxelles)
  - Principessa Marie Astrid Nora Margherita Veronica di Liechtenstein (nata il 26 giugno 1987 a Bruxelles)
  - Principe Giuseppe Emanuele Leopoldo Maria di Liechtenstein (nato il 7 May 1989 a Bruxelles)
- Principessa Norberta (Nora) Elisabetta Maria Assunta Giuseppina Giorgina et omnes sancti di Liechtenstein (nata il 31 ottobre 1950), unica figlia femmina di Francesco Giuseppe II, Principe del Liechtenstein; sposò l'11 giugno 1988 Don Vicente Sartorius y Cabeza de Vaca (30 novembre 1931 - 22 luglio 2002), IV Marchese de Mariño, ed ha avuto una sola figlia femmina:
  - Maria Teresa Sartorius y de Liechtenstein (nata il 21 novembre 1992 a Madrid)

## Albero genealogico
|                    |                          |                          |                              |                              |                              |                                     |                                     |                                 |                                 |                                        |                                        |                               |                                    |                                    |                                   |                                   |                                       |                                       |                           |                             |                             |                         |               |
|                    |                          |                          |                              |                              |                              |                                     |                                     |                                 |                                 |                                        |                                        |                               |                                    |                                    |                                   |                                   |                                       |                                       |                           |                             |                             |                         |               |
|                    |                          |                          |                              |                              |                              |                                     |                                     |                                 |                                 |                                        |                                        |                               |                                    |                                    |                                   |                                   |                                       |                                       |                           |                             |                             |                         |               |
|                    |                          |                          |                              |                              |                              |                                     |                                     |                                 |                                 |                                        |                                        |                               |                                    |                                    |                                   |                                   |                                       |                                       |                           |                             |                             |                         |               |
|                    |                          |                          |                              |                              |                              |                                     | Georg Hartmann                      |                                 |                                 |                                        |                                        |                               |                                    |                                    |                                   |                                   |                                       |                                       |                           |                             |                             |                         |               |
|                    |                          |                          |                              |                              |                              |                                     |                                     |                                 |                                 |                                        |                                        |                               |                                    |                                    |                                   |                                   |                                       |                                       |                           |                             |                             |                         |               |
|                    |                          |                          |                              |                              |                              |                                     |                                     |                                 |                                 |                                        |                                        |                               |                                    |                                    |                                   |                                   |                                       |                                       |                           |                             |                             |                         |               |
|                    |                          |                          |                              |                              |                              |                                     | Hartmann II 1544-1585               |                                 |                                 |                                        |                                        |                               |                                    |                                    |                                   |                                   |                                       |                                       |                           |                             |                             |                         |               |
|                    |                          |                          |                              |                              |                              |                                     |                                     |                                 |                                 |                                        |                                        |                               |                                    |                                    |                                   |                                   |                                       |                                       |                           |                             |                             |                         |               |
|                    |                          |                          |                              |                              |                              |                                     |                                     |                                 |                                 |                                        |                                        |                               |                                    |                                    |                                   |                                   |                                       |                                       |                           |                             |                             |                         |               |
|                    |                          |                          |                              |                              | Carlo I 1569-1627            | Carlo I 1569-1627                   |                                     |                                 |                                 | Gundacaro 1580-1658                    | Gundacaro 1580-1658                    |                               |                                    |                                    |                                   |                                   |                                       |                                       |                           |                             |                             |                         |               |
|                    |                          |                          |                              |                              |                              |                                     |                                     |                                 |                                 |                                        |                                        |                               |                                    |                                    |                                   |                                   |                                       |                                       |                           |                             |                             |                         |               |
|                    |                          |                          |                              |                              |                              |                                     |                                     |                                 |                                 |                                        |                                        |                               |                                    |                                    |                                   |                                   |                                       |                                       |                           |                             |                             |                         |               |
|                    |                          |                          |                              |                              | Carlo Eusebio 1611-1684      | Carlo Eusebio 1611-1684             |                                     |                                 | Hartmann III 1613-1686          | Hartmann III 1613-1686                 | Ferdinando Giovanni 1622-1666          | Ferdinando Giovanni 1622-1666 |                                    |                                    |                                   |                                   |                                       |                                       |                           |                             |                             |                         |               |
|                    |                          |                          |                              |                              |                              |                                     |                                     |                                 |                                 |                                        |                                        |                               |                                    |                                    |                                   |                                   |                                       |                                       |                           |                             |                             |                         |               |
|                    |                          |                          |                              |                              |                              |                                     |                                     |                                 |                                 |                                        |                                        |                               |                                    |                                    |                                   |                                   |                                       |                                       |                           |                             |                             |                         |               |
|                    |                          |                          |                              |                              | Giovanni Adamo I 1657-1712   | Giovanni Adamo I 1657-1712          | Antonio Floriano 1656-1721          | Antonio Floriano 1656-1721      | Massimiliano 1641-1709          | Massimiliano 1641-1709                 | Filippo Erasmo 1664-1704               | Filippo Erasmo 1664-1704      |                                    |                                    |                                   |                                   |                                       |                                       |                           |                             |                             |                         |               |
|                    |                          |                          |                              |                              |                              |                                     |                                     |                                 |                                 |                                        |                                        |                               |                                    |                                    |                                   |                                   |                                       |                                       |                           |                             |                             |                         |               |
|                    |                          |                          |                              |                              |                              |                                     |                                     |                                 |                                 |                                        |                                        |                               |                                    |                                    |                                   |                                   |                                       |                                       |                           |                             |                             |                         |               |
|                    |                          |                          |                              |                              |                              | Giuseppe Giovanni Adamo 1690-1732   | Giuseppe Giovanni Adamo 1690-1732   | Innocenzo Antonio 1693-1707     | Innocenzo Antonio 1693-1707     | Giuseppe Venceslao 1696-1772           | Giuseppe Venceslao 1696-1772           | Emanuele 1700-1771            | Emanuele 1700-1771                 |                                    |                                   |                                   |                                       |                                       |                           |                             |                             |                         |               |
|                    |                          |                          |                              |                              |                              |                                     |                                     |                                 |                                 |                                        |                                        |                               |                                    |                                    |                                   |                                   |                                       |                                       |                           |                             |                             |                         |               |
|                    |                          |                          |                              |                              |                              |                                     |                                     |                                 |                                 |                                        |                                        |                               |                                    |                                    |                                   |                                   |                                       |                                       |                           |                             |                             |                         |               |
|                    |                          |                          |                              |                              |                              | Giovanni Nepomuceno Carlo 1724-1748 | Giovanni Nepomuceno Carlo 1724-1748 | Francesco Giuseppe I 1726-1781  | Francesco Giuseppe I 1726-1781  | Filippo Giuseppe 1731-1757             | Filippo Giuseppe 1731-1757             | Giuseppe Leopoldo 1743-1771   | Giuseppe Leopoldo 1743-1771        |                                    | Carlo Borromeo 1730-1789          | Carlo Borromeo 1730-1789          | Giovanni Giuseppe Simplicio 1734-1781 | Giovanni Giuseppe Simplicio 1734-1781 |                           |                             |                             |                         |               |
|                    |                          |                          |                              |                              |                              |                                     |                                     |                                 |                                 |                                        |                                        |                               |                                    |                                    |                                   |                                   |                                       |                                       |                           |                             |                             |                         |               |
|                    |                          |                          |                              |                              |                              |                                     |                                     |                                 |                                 |                                        |                                        |                               |                                    |                                    |                                   |                                   |                                       |                                       |                           |                             |                             |                         |               |
|                    |                          |                          |                              |                              |                              |                                     | Giovanni I Giuseppe 1760-1836       | Giovanni I Giuseppe 1760-1836   | Luigi I 1759-1805               | Luigi I 1759-1805                      | Giuseppe Venceslao 1767-1842           | Giuseppe Venceslao 1767-1842  | Francesco Luigi Crispino 1776-1794 | Francesco Luigi Crispino 1776-1794 | Carlo Giuseppe Emanuele 1765-1795 | Carlo Giuseppe Emanuele 1765-1795 | Maurizio 1775-1819                    | Maurizio 1775-1819                    | Luigi Gonzaga 1780-1833   | Luigi Gonzaga 1780-1833     |                             |                         |               |
|                    |                          |                          |                              |                              |                              |                                     |                                     |                                 |                                 |                                        |                                        |                               |                                    |                                    |                                   |                                   |                                       |                                       |                           |                             |                             |                         |               |
|                    |                          |                          |                              |                              |                              |                                     |                                     |                                 |                                 |                                        |                                        |                               |                                    |                                    |                                   |                                   |                                       |                                       |                           |                             |                             |                         |               |
|                    | Carlo Giovanni 1803-1871 | Carlo Giovanni 1803-1871 | Federico Adalberto 1807-1885 | Federico Adalberto 1807-1885 | Luigi II 1796-1858           | Luigi II 1796-1858                  |                                     | Edoardo Francesco 1809-1864     | Edoardo Francesco 1809-1864     |                                        |                                        | Francesco di Paola 1802-1887  | Francesco di Paola 1802-1887       | Rodolfo 1816-1848                  | Rodolfo 1816-1848                 |                                   |                                       |                                       |                           |                             |                             |                         |               |
|                    |                          |                          |                              |                              |                              |                                     |                                     |                                 |                                 |                                        |                                        |                               |                                    |                                    |                                   |                                   |                                       |                                       |                           |                             |                             |                         |               |
|                    |                          |                          |                              |                              |                              |                                     |                                     |                                 |                                 |                                        |                                        |                               |                                    |                                    |                                   |                                   |                                       |                                       |                           |                             |                             |                         |               |
|                    |                          |                          |                              | Giovanni II 1840-1929        | Giovanni II 1840-1929        | Francesco I 1853-1938               | Francesco I 1853-1938               | Johann Alois 1840-1885          | Johann Alois 1840-1885          | Enrico Carlo Augusto 1853-1914         | Enrico Carlo Augusto 1853-1914         | Alfredo 1842-1907             | Alfredo 1842-1907                  | Aloisio 1846-1920                  | Aloisio 1846-1920                 |                                   |                                       |                                       |                           |                             |                             |                         |               |
|                    |                          |                          |                              |                              |                              |                                     |                                     |                                 |                                 |                                        |                                        |                               |                                    |                                    |                                   |                                   |                                       |                                       |                           |                             |                             |                         |               |
|                    |                          |                          |                              |                              |                              |                                     |                                     |                                 |                                 |                                        |                                        |                               |                                    |                                    |                                   |                                   |                                       |                                       |                           |                             |                             |                         |               |
|                    |                          |                          | Giovanni 1873-1959           | Giovanni 1873-1959           | Giorgio 1880-1931            | Giorgio 1880-1931                   | Alfredo 1875-1930                   | Alfredo 1875-1930               | Francesco 1868-1929             | Francesco 1868-1929                    | Enrico 1877-1915                       | Enrico 1877-1915              | Luigi 1869-1955                    | Luigi 1869-1955                    |                                   |                                   |                                       |                                       |                           |                             | Carlo Aloisio 1878-1955     | Carlo Aloisio 1878-1955 |               |
|                    |                          |                          |                              |                              |                              |                                     |                                     |                                 |                                 |                                        |                                        |                               |                                    |                                    |                                   |                                   |                                       |                                       |                           |                             |                             |                         |               |
|                    |                          |                          |                              |                              |                              |                                     |                                     |                                 |                                 |                                        |                                        |                               |                                    |                                    |                                   |                                   |                                       |                                       |                           |                             |                             |                         |               |
|                    |                          |                          |                              |                              |                              |                                     |                                     | Francesco Giuseppe II 1906-1989 | Francesco Giuseppe II 1906-1989 | Luigi 1917–1967                        | Luigi 1917–1967                        | Carlo Alfredo 1910-1985       | Carlo Alfredo 1910-1985            | Enrico 1920–1993                   | Enrico 1920–1993                  | Giorgio Hartmann 1911-1998        | Giorgio Hartmann 1911-1998            | Ulrico 1913–1978                      | Ulrico 1913–1978          | Guglielmo Alfredo 1922-2006 | Guglielmo Alfredo 1922-2006 | Wolfgang 1934           | Wolfgang 1934 |
|                    |                          |                          |                              |                              |                              |                                     |                                     |                                 |                                 |                                        |                                        |                               |                                    |                                    |                                   |                                   |                                       |                                       |                           |                             |                             |                         |               |
|                    |                          |                          |                              |                              |                              |                                     |                                     |                                 |                                 |                                        |                                        |                               |                                    |                                    |                                   |                                   |                                       |                                       |                           |                             |                             |                         |               |
| Nikolaus 1947      | Nikolaus 1947            |                          |                              | Francesco Giuseppe 1962-1991 | Francesco Giuseppe 1962-1991 |                                     |                                     | Giovanni Adamo II 1945          | Giovanni Adamo II 1945          |                                        |                                        |                               |                                    |                                    |                                   | Filippo 1946                      | Filippo 1946                          |                                       |                           |                             |                             |                         |               |
|                    |                          |                          |                              |                              |                              |                                     |                                     |                                 |                                 |                                        |                                        |                               |                                    |                                    |                                   |                                   |                                       |                                       |                           |                             |                             |                         |               |
|                    |                          |                          |                              |                              |                              |                                     |                                     |                                 |                                 |                                        |                                        |                               |                                    |                                    |                                   |                                   |                                       |                                       |                           |                             |                             |                         |               |
| Josef Emanuel 1989 | Josef Emanuel 1989       |                          |                              | Luigi 1968                   | Luigi 1968                   |                                     |                                     |                                 | Costantino 1972-2023            | Costantino 1972-2023                   |                                        | Massimiliano 1969             | Massimiliano 1969                  | Venceslao 1974                     | Venceslao 1974                    | Rodolfo Ferdinando 1975           | Rodolfo Ferdinando 1975               | Alessandro Guglielmo 1972             | Alessandro Guglielmo 1972 |                             |                             |                         |               |
|                    |                          |                          |                              |                              |                              |                                     |                                     |                                 |                                 |                                        |                                        |                               |                                    |                                    |                                   |                                   |                                       |                                       |                           |                             |                             |                         |               |
|                    |                          |                          |                              |                              |                              |                                     |                                     |                                 |                                 |                                        |                                        |                               |                                    |                                    |                                   |                                   |                                       |                                       |                           |                             |                             |                         |               |
| Leopoldo 2023      | Leopoldo 2023            | Nicola Sebastiano 2000   | Nicola Sebastiano 2000       | Giuseppe Venceslao 1995      | Giuseppe Venceslao 1995      | Giorgio Antonio 1999                | Giorgio Antonio 1999                | Maurizio Emanuele Maria 2003    | Maurizio Emanuele Maria 2003    | Benedetto Ferdinando Uberto Maria 2008 | Benedetto Ferdinando Uberto Maria 2008 | Alfonso 2001                  | Alfonso 2001                       |                                    |                                   | Carlo Luigi 2016                  | Carlo Luigi 2016                      |                                       |                           |                             |                             |                         |               |

## Genealogia parziale
Carlo I del Liechtenstein (1569 - 1627) - sposò nel 1600 Anna Maria Šemberová von Boskovic und Černá Hora (1575 - 1625):
1. Anna Maria (1601 - 1640) - sposò nel 1618 Massimiliano di Dietrichstein (1596 - 1655): con discendenza;
2. Franziska Barbara (1604-1655) - sposò Werner Wenzel de T'Serclaes Tilly (1599-1653): con discendenza;
3. Carlo Eusebio del Liechtenstein (1611 - 1684) - sposò nel 1644 Giovanna Beatrice di Dietrichstein-Nikolsburg (1625 - 1676):
  1. Ernesto (1646 - 1647)
  2. Eleonora (1647 - 1703) - sposò nel 1666 il principe di Esenberg Johann Seyfried: con discendenza;
  3. Anna Maria (1648 - 1654)
  4. Giovanna Beatrice (1649 - 1672) - sposò nel 1669 Massimiliano II Jakob Moritz, principe del Liechtenstein: con discendenza;
  5. Maria Teresa (1650 - 1716) - sposò in prime nozze il 16 luglio 1667 il conte Jakob Leslie e in seconde nozze il 3 febbraio 1693 il conte Johann Balthasar von Wagensperg, barone von Sonnegg: con discendenza;
  6. Francesco (1652)
  7. Carlo Giuseppe (1652)
  8. Francesco (1654 - 1655)
  9. Cecilia (1655)
  10. Giovanni Adamo I del Liechtenstein (1662 - 1712) - sposò nel 1681 Erdmuthe di Dietrichstein-Nikolsburg (1652 - 1737):
    1. Maria Elisabetta (1683 - 1744) - sposò nel 1713 Leopoldo di Schleswig-Holstein-Sonderburg-Wiesenburg (1674 - 1744): con discendenza;
    2. Carlo Giuseppe (1684 - 1704)
    3. Maria Antonia (1687 - 1750) -  sposò Márk Czobor de Czoborszentmihály († 1728) e alla morte di questi si risposò col Conte Karl Hrzan von Harras: con discendenza;
    4. Francesco Domenico (1689 - 1711)
    5. Maria Gabriella (1692 - 1713) - sposò nel 1712 Giuseppe Giovanni Adamo del Liechtenstein (1690 - 1732): con discendenza;
    6. Maria Teresa (1694 - 1772) - sposò nel 1713 Emanuele Tommaso di Savoia-Soissons (1687 - 1729): con discendenza;
    7. Maria Domenica (1698 - 1724) - sposò nel 1719 Enrico Giuseppe di Auersperg (1697 - 1783): con discendenza;
4. Enrico (1612)

Gundacaro del Liechtenstein (1580 - 1658) - sposò nel 1603 sposò Agnese di Frisia Orientale (1584 - 1616); sposò in seconde nozze nel 1618 Elisabetta Lucrezia di Teschen (1599 - 1653):
1. (I) Giuliana (1605 - 1658) - sposò Nicola Fugger di Nordendorf (1596-1676) nel 1636;
2. Elisabetta (1606-1630);
3. Massimiliana Costanza (1608 - 1642) - sposò il conte Mattia di Thurn e Valsassina nel 1630;
4. Cesare (1609-1610)
5. Jeanne (1611-1611);
6. Hartmann III del Liechtenstein (1613 - 1686) - sposò nel 1640 Sidonia Elisabetta di Salm-Reifferscheidt (1623-1688):
  1. Massimiliano (1641 - 1709) - sposò in prime nozze nel 1669 Giovanna Beatrice del Liechtenstein (1650 - 1672); sposò in seconde nozze nel 1674 Eleonora Margherita di Holstein-Wiesenburg (1655-1702); - sposò in terze nozze nel 1703 Maria Elisabetta del Liechtenstein (1683 - 1744):
    1. (I) Luisa (1670 - 1736)
    2. Massimiliana (1671 - 1717);
    3. (II) Carlo Ludovico (1675 - 1679)
    4. Maria Giovanna (1686 - 1690)
    5. (III) Maria Carlotta (1704-1764)
    6. Maria Giuseppa (1706-1723)
    7. Carlo Giuseppe (1707-1708)
    8. Massimiliano Antonio (1709-1711)

  2. Maria Elisabetta (1642 - 1663)
  3. Teresa Maria (1643 - 1712) sposò nel 1667 Michele Giovanni II di Althann: con discendendenza;
  4. Giovanna (1644 - 1645)
  5. Sidonia (1645 - 1721 - sposò Giovanni IV Adamo Carlo di Pálffy ab Erdőd (1645-1694): con discendenza;
  6. Francesco Carlo (1646)
  7. Domenico (1646 - 1647)
  8. Caterina (1648(
  9. Anna Maria (1650 - 1704) - sposò Rodolfo Guglielmo di Trauttmansdorff (1645-1689)
  10. Ernesto (1650)
  11. Francesco (1652)
  12. Maria Francesca (1653)
  13. Carlo (1654)
  14. Antonio Floriano del Liechtenstein (1656 - 1721) - sposò nel 1679 Eleonora Barbara di Thun-Hohenstein (1661 - 1723):
    1. Francesco Agostino (1680 - 1681)
    2. Eleonora (1681 - 1682)
    3. Maria Antonia (1683 - 1715) - sposò nel 1702 Johann Adam von Lamberg (1677-1708) - sposò nel 1710 Ehregott Maximilian von Kuefstein (1676-1728): con discendenza;
    4. Carlo Giuseppe (1684 - 1685)
    5. Leopoldo Giovanni (1685 - 1687)
    6. Antonio Ignazio (1689 - 1690)
    7. Giuseppe Giovanni Adamo (1690-1732) - sposò nel 1712 Gabriella del Liechtenstein (1692-1713); sposò nel 1716 Maria Anna di Thun-Hohenstein (1698-1716); sposò nel 1716 Maria Anna di Oettingen-Spielberg (1693-1729); sposò nel 1729 Maria Anna Kottulinska di Kottulin (1707-1788):
      1. (I) Carlo Antonio (1713-1715)
      2. (III) Maria Eleonora (1717 - 1718)
      3. Giuseppe Antonio (1720 - 1723)
      4. Maria Teresa (1721 - 1753) - sposò nel 1741 Giuseppe I di Schwarzenberg (1722 - 1782): con discendenza;
      5. Giovanni Nepomuceno (1724 - 1748) - sposò nel 1744 Maria Giuseppina di Harrach-Rohrau (1727 - 1788)
      6. Maria Elisabetta (1728)
      7. (IV) Antonio (1730 - 1731)
      8. Maria Anna (1733 - 1734)

    8. Innocenzo Francesco (1693-1707);
    9. Maria Carolina (1694-1735) - sposò nel 1719 Franz Wilhelm zu Salm-Reifferscheidt-Bedburg (? - 1734): con discendenza;
    10. Francesco Giuseppe Gaetano (1697-1704);
    11. Anna Maria (1699-1753) - sposò nel 1716 Johann Ernst von Thun-Hohenstein (1694-1717); sposò nel 1718 Giuseppe Venceslao del Liechtenstein (1696-1772): con discendenza;
    12. Maria Anna (1700)
    13. Maria Eleonora (1702-1757) - sposò nel 1719 Federico Augusto di Harrach-Rohrau (1696 - 1749): con discendenza;

  15. Giovanni (1657)
  16. Maria Massimiliana (1659 - 1686) - sposò nel 1680 Massimiliano Giovanni di Thun-Hohenstein: con discendenza;
  17. Ignazio (1660)
  18. Francesco (1661 - 1663)
  19. Leopoldo (1663)
  20. Filippo Erasmo del Liechtenstein (1664 - 1704) - sposò nel 1695 Cristina Teresa di Löwenstein-Wertheim-Rochefort (1665 - 1730):
    1. Giuseppe Venceslao (1696-1772) - sposò nel 1718 Anna Maria del Liechtenstein (1699 - 1753):
      1. Filippo Antonio (1719 - 1723)
      2. Antonio (1720 - 1723)
      3. Ernesto (1722 - 1723)
      4. Maria Elisabetta (1724)
      5. Maria Alessandra (1727)

    2. Emanuele (1700 - 1771) - sposò nel 1726 Maria Anna Antonia di Dietrichstein-Weichselstädt (1706 - 1777):
      1. Francesco Giuseppe I del Liechtenstein (1726 - 1781) - sposò nel 1750 Leopoldina di Sternberg (1733 - 1809):
        1. Giuseppe Francesco (1752 - 1754)
        2. Leopoldina Maria (1754 -1823), sposò nel 1771 Carlo Emanuele, Langravio d'Assia-Rheinfels-Rotenburg: con discendenza;
        3. Maria Antonia (1756 - 1821) - suora;
        4. Francesco di Paola (1758 - 1760)
        5. Luigi I, Principe di Liechtenstein (1759–1805) - sposò nel 1783 Karoline von Manderscheid-Blankenheim (1768 - 1831)
        6. Giovanni I Giuseppe, Principe di Liechtenstein (1760–1836) - sposò nel 1792 Giuseppa di Fürstenberg-Weitra (1776 - 1848):
          1. Leopoldina (1793 - 1808)
          2. Carolina (1795)
          3. Luigi II del Liechtenstein (1796 - 1858) - sposò nel 1831 Franziska Kinsky von Wchinitz und Tettau (1813 - 1881):
            1. Maria Francesca (1834 - 1909) - sposò nel 1860 Ferdinand von Trauttmansdorff-Weinsberg (1825 - 1896): con discendenza;
            2. Carolina Maria (1836 - 1885) - sposò nel 1855 Alessandro di Schönburg-Hartenstein (1826 - 1896): con discendenza;
            3. Sofia Maria (1837 - 1899) - sposò nel 1863 Carlo di Löwenstein-Wertheim-Rosenberg (1834 - 1921): con discendenza;
            4. Aloisia Maria (1838 - 1920) - sposò nel 1864 Enrico di Fünfkirchen (1830 - 1885): senza discendenza;
            5. Ida Maria (1839 - 1921) - sposò nel 1857 Adolfo Giuseppe di Schwarzenberg (1832 - 1914): con discendenza;
            6. Giovanni II del Liechtenstein (1840 - 1929)
            7. Francesca Saveria (1841 - 1858)
            8. Enrichetta Maria (1843 - 1931) - sposò nel 1865 Alfredo del Liechtenstein (1842–1907): con discendenza;
            9. Anna Maria (1846 - 1924) - sposò nel 1864 Giorgio Cristiano di Lobkowicz (1835 - 1908): con discendenza;
            10. Teresa Maria (1850 - 1938) - sposò nel 1882 Arnulf di Baviera (1852 - 1907): con discendenza;
            11. Francesco I del Liechtenstein (1835 - 1938) - sposò nel 1929 Elisabeth von Gutmann (1875 - 1947): senza discendenza;

          4. Sofia (1798 - 1869) - sposò nel 1817 Vincenz Esterházy von Galántha (1787 - 1835): senza discendenza;
          5. Giuseppa (1800 - 1884)
          6. Francesco di Paola (1802 - 1887) - sposò nel 1841 Ewa Potocka (1818 - 1895):
            1. Alfredo (1842 - 1907) - sposò nel 1865 Enrichetta del Liechtenstein (1843 - 1931):
              1. Francesca (1866 - 1939)
              2. Francesco (1868 - 1929)
              3. Giulia (1868)
              4. Luigi (1869 - 1955) - sposò nel 1903 Elisabetta Amalia d'Asburgo-Lorena (1878 - 1960):
                1. Francesco Giuseppe II del Liechtenstein (1906 - 1989) - sposò nel 1943 Giorgina di Wilczek (1921 - 1989):
                  1. Giovanni Adamo II del Liechtenstein (1945 - viv.) - ha sposato nel 1967 Marie Kinsky von Wchinitz und Tettau (1940 - 2021):
                    1. Luigi (1968 - viv.) - ha sposato nel 1993 Sofia di Baviera (1967 - viv.):
                      1. Joseph (1995 - viv.)
                      2. Marie Caroline (1997 - viv.)
                      3. Georg (1999 - viv.)
                      4. Nikolaus (2000 - viv.)

                    2. Maximilian (1969 - viv.) - ha sposato nel 2000 Angela Brown (1958 - viv.):
                      1. Alfons (2001 - viv.)

                    3. Costantin (1972 - 2023) - sposò nel 1999 Marie Gabriele Franziska Kálnoky de Kőröspatak (1975 - viv.):
                      1. Moritz (2003 - viv.)
                      2. Georgina (2005 - viv.)
                      3. Benedikt (2008 - viv.)

                    4. Tatjana (1973 - viv.) - ha sposato nel 1999 Matthias von Lattorff (1968 - viv.): con discendenza;

                  2. Filippo (1946 - viv.) - ha sposato nel 1971 Isabelle de l'Arbre de Malander (1949 - viv.):
                    1. Alexander (1972 - viv.) - ha sposato nel 2003 Astrid Kohl (1968 - viv.):
                      1. Teodora (2004 - viv.)

                    2. Wenzeslaus (1974 - viv.)
                    3. Rodolfo (1975 - viv.) - ha sposato nel 2012 Ilhan Tılsım Tanberk (1974 - viv.)
                      1. Alienor (2014 - 2015)
                      2. Laetita (2016 - viv.)
                      3. Karl (2016 - viv.)

                  3. Nicolaus (1947 - viv.) - ha sposato nel 1982 Margaretha di Lussemburgo (1957 - viv.):
                    1. Leopoldo (1984)
                    2. Maria Anunciata (1985 - viv.) - ha sposato nel 2021 Carlo Emanuele Musini
                    3. Marie Astrid (1987 - viv.) - ha sposato nel 2021 Robert Worthington V: con discendenza;
                    4. Josef (1989 - viv.) - ha sposato nel 2022 Maria Claudia Suarez (1988 - viv.):
                      1. Leopoldo (2023 - viv.)

                  4. Norberta (1950 - viv.) - ha sposato nel 1988 Vicente Sartorius y Cabeza de Vaca, III marchese di Mariño l'11 giugno 1988: con discendenza;
                  5. Francesco (1962 - 1991)

                2. Maria Teresa (1908 - 1973) - sposò nel 1944 Artur Strachwitz von Gross-Zauche und Camminetz: con discendenza;
                3. Carlo Alfredo (1910 - 1985) - sposò nel 1949 Agnese Cristina d'Asburgo-Lorena (1928 - 2007):
                  1. Dominik (1950 - 2009) - sposò nel 1980 Eva Maria Lösch (1943 - 1998): senza discendenza;
                  2. Andreas (1952 - viv.) - ha sposato nel 1978 Silvia Prieto y Figueroa (1952 - viv.): senza discendenza;
                  3. Gregorio (1954 - viv.)
                  4. Aleksandra (1955 - 1993) - sposò nel 1980, divorziando nel 1988, Hans Lovrek (1955 - viv.): senza discendenza
                  5. Maria Pia (1960 - viv.) - ha sposato nel 1995 Max Alexander Kothbauer (1955 - viv.): con discendenza;
                  6. Katharina (1964 - viv.) - ha sposato nel 1991, divorziando nel 2002 Jeremy Kelton (1960 - viv.); sposò in seconde nozze nel 2005 Andrew Duncan Gammon (1958 - viv.): con discendenza;
                  7. Brigida (1967 - viv.) - ha sposato nel 2000 Otto Jankovich-Bésán de Pribér, Vuchin et Duna-Szekcsö (1967 - viv.): con discendenza;

                4. Georg (1911 - 1998): con discendenza;
                5. Ulrico (1913 - 1978)
                6. Maria Enrichetta (1914 - 2011) - sposò nel 1943 Peter von Eltz genannt Faust von Stromberg: con discendenza;
                7. Alois (1917 - 1967)
                8. Heinrich (1920 - 1993) - sposò nel 1968 Amalie von Podstatzky-Lichtenstein (1955 - viv.):
                  1. Maria Elisabetta (1969 - viv.) - ha sposato nel 2004 Gilles Rouvinez (1964 - viv.): senza discendenza;
                  2. Hubertus (1971 - viv.)
                  3. Maria Teresa (1974 - viv.)

              5. Maria Teresa (1871 - 1964)
              6. Giovanni (1873 - 1959) - sposò nel 1906 Mária Gabriella Andrássy de Csíkszentkirály et Krasznahorka (1886-1961):
                1. Emanuel (1908 - 1987)
                2. Johannes (1910 - 1975) - sposò nel 1936 Karoline von Ledebur-Wicheln (1912 - 1996):
                  1. Maria Eleonora (1937 - 2002)
                  2. Eugen (1939 - viv.) - ha sposato nel 1968 Maria Theresia von Goess (1945 - viv.):
                    1. Johannes (1969 - viv.) - ha sposato nel 2001 Kinga Károlyi de Nagy-Károly (1973 - viv.): senza discendenza;
                    2. Anna (1970 - viv.) - ha sposato nel 1993 Alexander Kottulinsky (1967 - viv.): con discendenza;
                    3. Maria Ileana (1974 - viv.) - ha sposato nel 2000 Ferdinand von und zu Trauttmansdorff-Weinsberg (1970 - viv.): senza discendenza;
                    4. Sofia (1984 - viv.)

                  3. Albrecht (1940 - viv.) - ha sposato nel 1966, divorziando nel 1971, Tamara Nyman (1939 - viv.); ha sposato nel 1971 Marie-Thérèse Tullio (1940 - viv.):
                    1. (I) Tatjana (1965 - 2001) - sposò nel 1989 Bruno Roland Thurnherr-Landskron (1962 - viv.): con discendenza;
                    2. Albrecht (1967 - viv.)
                    3. (II) Lorenza (1973 - viv.) - ha sposato nel 1996, divorziando prima del 2004, Antonio del Balzo di Presenzano (1961 - viv.): con discendenza;

                  4. Barbara (1942 - viv.) - ha sposato nel 1973 Alessandro Karađorđević (1924-2016): con discendenza;

                3. Constantin (1911 - 2001) - sposò nel 1941 Maria Elisabeth von Leutzendorff (1921 - 1944); sposò in seconde nozze nel 197 Ilona Mária Esterházy von Galántha (1921 - 2019):
                  1. (I) Monica (1942 - viv.) - ha sposato nel 1960, divorziando nel 1969, Andrzej Franciszek Spitzman Jordan (1933 - viv.): con discendenza;

              7. Alfredo (1875 - 1930) - sposò nel 1912 Theresia Maria zu Oettingen-Oettingen und Oettingen-Wallerstein (1887 - 1971):
                1. Maria Benedikta (1913 - 1992)
                2. Hans Moritz (1914 - 2004) - sposò nel 1944 Clotilde von Thurn und Taxis (1922 - ?):
                  1. Diemut (1949 - viv.) - ha sposato nel 1982 Ulrich Kostlin (1952 - viv.):
                    1. Clemens (1983 - viv.)
                    2. Luise (1984 - viv.)

                  2. Gundakar (1949 - viv.) - ha sposato nel 1989 Maria Isabelle d'Orléans (1959 - viv.):
                    1. Leopoldina (1990 - viv.)
                    2. Maria Immacolata (1991 - viv.)
                    3. Johann (1993 - viv.)
                    4. Margherita (1995 - viv.)
                    5. Gabriel (1998 - viv.)

                  3. Alfred (1951 - viv.) - ha sposato nel 2002 Raffaella Ida Sangiorgi (1966 - viv.): senza discendenza;
                  4. Adelgunda (1953 - viv.)
                  5. Karl (1955 - viv.)
                  6. Maria Eleonora (1958 - viv.)
                  7. Ugo (1964 - viv.) - ha sposato nel 1998, poi divorziando, Anabella Ohlmeier (1971 - viv.):
                    1. Maria Augusta (1998 - viv.)

                3. Enrico (1916 - 1991) - sposò nel 1949 Elisabetta d'Asburgo-Lorena (1922 - 1993):
                  1. Vincenz (1950 - 2008) - sposò nel 1981, divorziando nel 1991,

                4. Eleonora (1920 - 2008)

              8. Enrico (1877 - 1915)
              9. Carlo (1878 - 1955) - sposò nel 1921 Elisabetta di Urach (1894 - 1962):
                1. Wilhelm (1922 - 2006) - sposò nel 1950 Emma von Gutmannsthal-Benvenuti (1926 - 1984):
                  1. Felix (1951 - viv.)
                  2. Benedikt (1953 - 2019) - sposò nel 1988 Maria Schoisswohl (1958 - viv.): senza discendenza;
                  3. Maria Teresa (1953 - 2001) - sposò nel 1978  Aurel Edward Dessewffy de Csernek et Tarkö (1950 - viv.): senza discendenza;
                  4. Stefan (1957 - viv.) - sposò nel 1988, divorziando nel 1991, Andrea von Kloss (1958 - viv.): senza discendenza;
                  5. Heinrich (1964 - viv.)

                2. Maria Giuseppina (1923 - 2005)
                3. Franziska (1930 - 2006) - sposò nel 1965 Rochus von Spee (1925 - 1981): con discendenza;
                4. Wolfgang (1934 - viv.) - ha sposato nel 1970 Gabriele Basselet de la Rosée (1949 - viv.):
                  1. Stefania (1976 - viv.)
                  2. Leopoldo (1978 - viv.) - ha sposato nel 2011 Barbara Marie Wichart (1979 - viv.):
                    1. Lorenz (2012 - viv.

              10. Giorgio (1880 - 1931), monaco

            2. Giuseppina (1844 - 1854)
            3. Aloisio (1846 - 1920) - sposò nel 1872 Marie Fox (1850 - 1878); sposò poi nel 1890 Johanna Elisabeth Maria von Klinkosch (1849 - 1925): 
              1. Sofia Maria (1873 - 1947) - sposò Franz Ürményi d'Ürmény (1863 - 1934): senza discendenza;
              2. Julia Margarethe (1874 - 1950)
              3. Enrichetta Maria (1875 - 1958) - suora;
              4. Maria Giovanna (1877 - 1939) - sposò nel 1902 Franz Peter Johann di Merano, barone di Brandhofen (1868 - 1949): con discendenza;

            4. Enrico (1853 - 1914)

          7. Carlo Giovanni (1803 - 1871) - sposò Rosalie d'Hemricourt de Grunne (1805 - 1841):
            1. Philipp Karl (1837 - 1901) - sposò Marianne Marcolini-Ferretti (1845 - 1864); sposò in seconde nozze Franziska von Tedesco (1846 - 1921):
              1. (I) Karl (1862 - 1893)
              2. Josip (1863)

            2. Rudolf (1833 - 1888):
              1. Claire (1861)

            3. Albertine Josefa (1838 - 1844)

          8. Clotilde (1804 - 1807)
          9. Enrichetta (1806 - 1886) - sposò nel 1825 Joseph Graf Hunyady von Kéthely (1801 - 1869): con discendenza;
          10. Federico (1807 - 1886) - sposò nel 1848 Sofia Löwe (1815 - 1886): senza discendenza;
          11. Edoardo Francesco (1809 - 1864) - sposò Honoria Choloniowa-Choloniewska (1813 - 1869):
            1. Johann Alois (1840 - 1885) - sposò nel 1870 Anna von Degenfeld-Schönburg (1849–1933): senza discendenza;

          12. Augusto (1810 - 1824)
          13. Ida (1811 - 1884) - sposò nel 1832 Karl, IV Fürst Paar, Freiherr auf Hartberg und Krottenstein (1806 - 1881): con discendenza;
          14. Rodolfo (1816 - 1848)

        7. Filippo Giuseppe (1762 - 1802)
        8. Maria Giuseppa (1768 - 1845), sposò nel 1783 Nikolaus 7te Fürst Esterházy von Galántha (1765 - 1833): con discendenza;

      2. Carlo Borromeo (1730 - 1789) - sposò nel 1761 Maria Eleonora di Oettingen-Spielberg (1745 - 1812):
        1. Maria Giuseppa (1763 - 1833) - sposò nel 1782 Johann Nepomuk Ernst Harrach zu Rohrau und Thannhausen (1756-1829): senza discendenza;
        2. Carlo Giuseppe Emanuele (1765-1795), sposò nel 1789 la contessa Marianne Josepha von Khevenhüller-Metsch
        3. Giuseppe Venceslao (1767-1842)
        4. Gaspare Melchiorre (1770-1773), sposò nel 1806 la principessa Marie Leopoldine Esterházy von Galántha
        5. Maurizio Giuseppe Giovanni (1775-1819)
        6. Francesco Luigi Crispino (1776-1794)
        7. Luigi Gonzaga Giuseppe (1780-1833)

      3. Filippo Giuseppe (1731 - 1757)
      4. Emanuele Giuseppe (1732 - 1738)
      5. Giovanni Giuseppe (1734 - 1781)
      6. Antonio Giuseppe (1735 - 1737)
      7. Giuseppe Venceslao (1736 - 1739)
      8. Maria Amalia (1737 - 1787), sposò nel 1754 in prime nozze Giovanni Sigismondo Federico, II principe di Khevenhüller-Metsch (1732 - 1801): con discendenza;
      9. Maria Anna (1738 - 1814), sposò nel 1754 il conte Emanuel Philibert von Waldstein-Wartenberg (1731 - 1775): con discendenza;
      10. Francesca Saveria (1739 - 1821), sposò nel 1755 il principe Carlo Giuseppe di Ligne: con discendenza;
      11. Maria Cristina (1741 - 1819), sposò nel 1761 il conte Francesco Ferdinando Kinsky von Wchinitz und Tettau (1738 - 1806): con discendenza;
      12. Maria Teresa (1741 - 1766), sposò nel 1763 il conte Károly József Pálffy de Erdőd (1735–1816): con discendenza;
      13. Giuseppe Leopoldo (1743 - 1771)

    3. Giovanni Antonio (1702 - 1724)

  21. Hartmann (1666 - 1728)
7. (II) Maria Anna (1621 - 1655)
8. Giovanni Ferdinando (1622 - 1666)
9. Alberto (1625 - 1627)